# Arak
Arak (persiska: اَراک), även kallad Sultanabad (persiska سلطان آباد) är en stad i västra Iran. Den är administrativ huvudort för både delprovinsen Arak och provinsen Markazi och har cirka en halv miljon invånare.
I staden finns en fabrik som utvinner tungt vatten.

## Klimat
|                                            | Jan  | Feb  | Mar  | Apr  | Maj  | Jun  | Jul  | Aug  | Sep  | Okt  | Nov  | Dec  |
| ------------------------------------------ | ---- | ---- | ---- | ---- | ---- | ---- | ---- | ---- | ---- | ---- | ---- | ---- |
| Normaldygnets maximitemperaturs medelvärde | 4,2  | 6,8  | 13,5 | 19,6 | 25,6 | 32,6 | 35,8 | 34,9 | 30,8 | 23,1 | 14,8 | 7,6  |
| Normaldygnets minimitemperaturs medelvärde | −5,7 | −3,8 | 2,0  | 7,0  | 11,0 | 15,3 | 18,8 | 17,5 | 13,0 | 7,8  | 2,6  | −2,2 |
|                                            |      |      |      |      |      |      |      |      |      |      |      |      |
| Nederbörd                                  | 54,7 | 47,6 | 53,1 | 53,4 | 31,9 | 1,5  | 0,6  | 1,1  | 0,7  | 18,5 | 31,6 | 51,0 |

| Diagram | temperaturer i °C • månadsnederbörd i mm • Källa: WMO | temperaturer i °C • månadsnederbörd i mm • Källa: WMO | temperaturer i °C • månadsnederbörd i mm • Källa: WMO | temperaturer i °C • månadsnederbörd i mm • Källa: WMO | temperaturer i °C • månadsnederbörd i mm • Källa: WMO | temperaturer i °C • månadsnederbörd i mm • Källa: WMO | temperaturer i °C • månadsnederbörd i mm • Källa: WMO | temperaturer i °C • månadsnederbörd i mm • Källa: WMO | temperaturer i °C • månadsnederbörd i mm • Källa: WMO | temperaturer i °C • månadsnederbörd i mm • Källa: WMO | temperaturer i °C • månadsnederbörd i mm • Källa: WMO | temperaturer i °C • månadsnederbörd i mm • Källa: WMO |
|         | 55 4 -6                                               | 48 7 -4                                               | 53 14 2                                               | 53 20 7                                               | 32 26 11                                              | 2 33 15                                               | 1 36 19                                               | 1 35 18                                               | 1 31 13                                               | 19 23 8                                               | 32 15 3                                               | 51 8 -2                                               |